# 第36回IBAFワールドカップ日本代表
第36回IBAFワールドカップ日本代表（だい36かい-ワールドカップにっぽんだいひょう）は、2005年9月にオランダ各地において行われた第36回IBAFワールドカップに出場するために編成された野球の日本代表チームである。

## 概要
プロ野球はちょうどペナントレースの佳境にあることから選手の派遣ができず、結局都市対抗野球大会直後ではあるものの社会人から23人、大学生が1人の合計24人で日本代表が編成された。

## 代表メンバー
No.は背番号。所属や年齢は選出当時。
| 位置   | No. | 氏名       | 所属            | 年齢 |
| ------ | --- | ---------- | --------------- | ---- |
| 監督   | 30  | 杉本泰彦   | 日本通運        | 46   |
| コーチ | 31  | 村上文敏   | JFE西日本       | 42   |
| コーチ | 32  | 藤井省二   | JFE東日本       | 43   |
| 投手   | 11  | 磯村秀人   | 東芝            | 28   |
| 投手   | 13  | 宮西尚生   | 関西学院大学    | 20   |
| 投手   | 15  | 高宮和也   | ホンダ鈴鹿      | 23   |
| 投手   | 16  | 坂本保     | ホンダ          | 31   |
| 投手   | 17  | 齊藤信介   | NTT西日本       | 23   |
| 投手   | 18  | 高崎健太郎 | 日産自動車      | 20   |
| 投手   | 19  | 武田勝     | シダックス      | 27   |
| 投手   | 20  | 松井光介   | JR東日本        | 27   |
| 投手   | 21  | 土井善和   | 日本生命        | 35   |
| 捕手   | 22  | 安田真範   | 東芝            | 29   |
| 捕手   | 23  | 佐伯亮     | ホンダ          | 26   |
| 捕手   | 27  | 高根澤力   | 三菱ふそう川崎  | 31   |
| 内野手 | 1   | 伊藤祐樹   | 日産自動車      | 33   |
| 内野手 | 2   | 澄川昌也   | 日本生命        | 25   |
| 内野手 | 5   | 草野大輔   | ホンダ熊本      | 28   |
| 内野手 | 6   | 梵英心     | 日産自動車      | 24   |
| 内野手 | 9   | 田中政則   | 日立製作所      | 21   |
| 内野手 | 10  | 鈴木勘弥   | 三菱重工長崎    | 31   |
| 内野手 | 14  | 西郷泰之   | 三菱ふそう川崎  | 33   |
| 外野手 | 7   | 池邉啓二   | 新日本石油ENEOS | 23   |
| 外野手 | 8   | 佐々木正詞 | 日本生命        | 25   |
| 外野手 | 24  | 中村真人   | シダックス      | 23   |
| 外野手 | 25  | 金子洋平   | ホンダ          | 23   |
| 外野手 | 28  | 藤井淳志   | NTT西日本       | 24   |

## 大会戦績

### 予選リーグ
- 第1戦（9月3日、アルメーレ）　日本 9-2 スペイン
- 第2戦（9月4日、アムステルダム）　日本 4-5 プエルトリコ
- 第3戦（9月5日、ロッテルダム）　日本 19-0 チェコ　（7回コールド）
- 第4戦（9月6日、アムステルダム）　日本 12-0 コロンビア　（7回コールド）
- 第5戦（9月7日、アルメーレ）　日本 7-1 チャイニーズタイペイ
- 第6戦（9月9日、アムステルダム）　日本 4-2 オーストラリア
- 第7戦（9月10日、アルメーレ）　日本 7-6 アメリカ合衆国
予選Bブロックを6勝1敗の1位で通過

### 決勝トーナメント
- 準々決勝（9月14日、アイントホーフェン）　日本 1-5 韓国
- 順位決定トーナメント（9月16日、ハーレム）　日本 5-0 プエルトリコ
- 5位決定戦（9月17日、アムステルダム）　日本 8-1 ニカラグア
ワールドカップ日本チーム史上最低タイの5位に終わる。

## 日本代表からの表彰選手
- ベストナイン（捕手）　高根澤力